# Расстрел на улице Дамремон
Расстрел на улице Дамремон (фр. Fusillade de la rue Damrémont) — нападение боевиков Французской компартии на предвыборный митинг правых националистов в Париже 23 апреля 1925. Были убиты четыре человека — трое членов Патриотической молодёжи, один член Лиги патриотов. Двое коммунистов предстали перед судом, один из них признан виновным. Акт политического насилия отразил жёсткое противостояние во Франции середины 1920-х.

## Контекст
В 1924 во Франции состоялись очередные парламентские выборы. К власти пришёл Картель левых — коалиция Радикальной партии, Независимых радикалов, Республиканской социалистической партии и социалистической СФИО. Правительство возглавил радикал Эдуар Эррио, в начале 1925 его сменил республиканский социалист Поль Пенлеве.
Успех левых был относителен — правые партии прежнего Национального блока получили примерно столько же голосов. Однако во французской политике произошёл резкий сдвиг влево. Впервые в парламентское большинство вошла соцпартия СФИО. Также впервые в Национальном собрании появилась фракция Французской коммунистической партии (ФКП). Коммунистические лидеры Луи Селье, Пьер Семар, Поль Вайян-Кутюрье, Анри Барбе, Марсель Кашен, Морис Торез становились популярными общенациональными политиками. Партия интенсивно формировала низовые организации.
Правые силы были весьма встревожены. Экс-президент и экс-премьер Александр Мильеран — в прошлом авторитетный социалист, перешедший на консервативно-либеральные позиции — учредил Республиканскую национальную лигу (LRN). Целью новой организации были названы защита республики и противостояние коммунизму. Национал-консервативные и клерикальные круги консолидировались в Национальной католической федерации генерала Ноэля де Кастельно. Активизировалась роялистская лига Аксьон франсез под предводительством Шарля Морраса. В бонапартистской Лиге патриотов выделилось праворадикальное крыло — Патриотическая молодёжь (JP) во главе с Пьером Теттенже.
Коммунисты позиционировались как структура Коминтерна, ориентировались на большевизм и СССР. Ультраправые националисты присматривались к опыту итальянского фашизма, венгерского хортизма и сегедизма, болгарского режима Цанкова. Со своей стороны, левые и ФКП продвигали в идеологии и пропаганде антифашистский дискурс.
Между противостоящими лагерями обострялась конфронтация. В начале 1925 произошло несколько столкновений, сопровождавшихся кровопролитием с обеих сторон. Особенно жёстко враждовали ФКП с JP. Коммунисты создавали боевые группы, «Патриотическая молодёжь» — свои силовые бригады-«центурии». Те и другие демонстративно старались проводить свои акции на территориях, считавшихся подконтрольными противнику. Теттенже и Вайян-Кутюрье заочно обменялись угрожающими заявлениями.

## Столкновение
На 3 и 10 мая 1925 были назначены муниципальные выборы. В парижском районе Гранд-Карьер (XVIII округ) на место советника претендовали социалист Жан Варенн, коммунистка Люсьен Марран и кандидат правых партий Национального блока Рауль Сабатье.
Вечером 23 апреля 1925 LRN организовала митинг в поддержку Сабатье. Собрались около тысячи человек. Мероприятие проводилось в школьном дворе на углу улиц Шампьоне и Дю Пото. Охраняли митинг около тридцати боевиков JP во главе с Теттенже и семьдесят полицейских. Акцию «фашистов» решили сорвать боевики ФКП. (Особенно настаивал на насилии активист французского комсомола Франсуа Шассень, будущий коллаборант-вишист.) Коммунисты явились организованными группами общей численностью до сотни человек. Понимая неизбежность массовой драки и оценив соотношение сил, Теттенже отправил за подкреплением в здание Парижского цирка, где проходило другое собрание правых под руководством Мильерана.
Около десяти часов вечера из цирка к митингу Сабатье направились ещё полсотни активистов JP и LRN. Они вышли из «Жюль Жоффрен», но были остановлены полицейским кордоном. Тогда националисты решили сменить логистику — идти на перекрёсток улицы Бейяр и улицы Дамремон, а оттуда продвинуться к школе на Шампьоне. На этом маршруте примерно в половину двенадцатого вечера их встретили коммунистические боевики. Обе стороны были вооружены, но правые — только палками и ножами, тогда как коммунисты имели и огнестрельное оружие.
Столкновение произошло ближе к полуночи на улице Дамремон. Коммунисты открыли огонь. Были убиты на месте инженер Эдмон Маршаль, юрисконсульт Эдгар Труйе, торговый служащий Фернан Тийе, смертельно ранен студент Морис Рико. Маршаль, Труйе и Рико состояли в «Патриотической молодёжи», Тийе — в Лиге патриотов.
Драка и стрельба завязались и на улице Шампьоне и даже в метро «Симплон». Только за полночь полиции удалось восстановить порядок. Наутро префект Альфред Морен назвал происшедшие события «не предвыборной митинговой дракой, а настоящим нападением».

## Суд
24 апреля несколько видных коммунистов подверглись обыскам и задержаниям. Однако по обвинению в убийстве были арестованы только двое членов ФКП — гравёр Пьер-Поль Клерк и лакировщик Марк-Жозеф Бернардон. Оба были избиты в полицейском участке и заключены в тюрьму Санте. Судебная экспертиза показала: пули, вызвавшие смерть Труйе, Тийе и Рико, были выпущены из пистолетов Клерка и Бернардона.
Судебный процесс проходил 19 апреля—5 мая 1926. Левая общественность активно поддерживала подсудимых. Среди адвокатов был Анри Торрес, среди свидетелей защиты — Анри Барбюс, Фердинанд Бюиссон, Поль Ланжевен, Поль Вайян-Кутюрье, философ Виктор Баш. Защита утверждала, что коммунисты вооружились и применили оружие только в целях «самозащиты от фашистов». Вину за кровопролитие перекладывали на «Патриотическую молодёжь». Выступления представителей защиты звучали антифашистскими обвинительными речами.
В итоге присяжные оправдали Бернардона (он настаивал, что поднял пистолет уже после стрельбы). Клерк был признан виновным, но приговорён лишь к трём годам тюрьмы (обвинитель сам предлагал учесть в качестве смягчающего обстоятельства его статус ветерана войны). Впоследствии срок заключения был сокращён до двух лет и трёх месяцев.

## Политика
Премьер-министр Поль Пенлеве заявил, что правительство применит всю силу закона против вооружённых банд. Министр внутренних дел Авраам Шрамек назвал недопустимым присвоение государственных функций группами граждан — речь шла о силовых структурах при политических организациях. Палата депутатов приняла резолюцию с выражением негодования против преступных действий и доверием правительству. Среди авторов резолюции был социалист Леон Блюм.
Лидеры правой парламентской оппозиции — Луи Марэн (Республиканская федерация), Андре Мажино (Демократический альянс) — обусловили доверие правительству решительными действиями по наведению порядка. При этом Мажино требовал однозначно осудить ФКП за разжигание гражданской войны и «не сравнивать коммунистов с „Патриотической молодёжью“, не путать убийц и жертв».
Жан Варенн — вновь победивший на муниципальных выборах — осудил насилие, но возложил ответственность и на «мобилизованных роялистов», и на «коммунистические группировки».
Александр Мильеран обвинил не только коммунистов, но также Картель левых и правительство Эррио — за создание условий для советской пропаганды через полпредство СССР. Советский полпред Леонид Красин заявил в ответ, что полпредство не участвует в деятельности французских политических партий и ничего не предпринимает против общественного строя Франции. Реально руководство ВКП(б) и правительство СССР были сильно недовольны случившимся из-за усиления антикоммунистических настроений.
Ноэль де Кастельно риторически вопрошал, готов ли французский народ терпеть иго большевизма, установленное при попустительстве властей. Леон Доде в обычной для Аксьон франсез антисемитской тональности обвинил в организации коммунистической засады министра Шрамека (еврея по национальности).
Коммунисты первоначально не столько оправдывались, сколько нападали. Материал в L'Humanité обличал «фашистов». Представитель партии в Коминтерне Альбер Тран публично пригрозил «французским чернорубашечникам» повторением таких действий. Однако серьёзный резонанс и массовое возмущение вынудили провести внутрипартийное расследование. Марсель Кашен настаивал на «непредумышленности» стрельбы.

## Последствия
Траурная церемония по Эдмону Маршалю, Эдгару Труйе и Фернану Тийе прошла 26 апреля в Нотр-Дам де Пари, по Морису Рико — 27 апреля в Сен-Венсан-де-Поль. Шествие к кладбищу Вожирар собрало 100 тысяч человек. Впереди шли Мильеран, де Кастельно, лидер Лиги Патриотов Марсель Абер. Выступали Мильеран, Кастельно, Теттенже, президент муниципального совета Парижа Морис Квентин. «Патриотическая молодёжь» ежегодно до 1939 проводила мемориальные мероприятия на кладбище Вожирар (после антиреспубликанского мятежа 6 февраля 1934 к перечню героев-мучеников JP были добавлены ещё двое погибших).
Пьер Теттенже требовал казни убийц и грозил жёсткими контрмерами правых. В то же время он удерживал своих боевиков от ответных действий (вполне посильных для «центурий»). «Патриотическая молодёжь» сделала убитых 23 апреля своими символами и мучениками. Их образы активно использовались в агитации. С 1926 JP стала самостоятельной организацией и позиционировалась как общенациональный антикоммунистический оплот, способный к уличной борьбе.
Руководство ФКП, особенно после замены Пьера Семара на Мориса Тореза, подчёркивало соблюдение республиканской законности, заверяло, что отказывается от наступательного насилия и тем более терроризма.
События 23 апреля 1925 вспоминались в 1930-х, при очередном резком обострении политического противостояния. Эта память обосновывала создание новых профашистских «мятежных лиг» — типа Франсистов и Французской солидарности. «Патриотическая молодёжь» среди них занимала особое место. С другой стороны, кровопролитие на улице Дамремон учитывалось при принятии закона от 10 января 1936 — запрещавшего «частные милиции» и военизированные формирования политических партий.